# Coaș
Coaș – wieś w Rumunii, w okręgu Marmarosz, w gminie Coaș. W 2011 roku liczyła 1312 mieszkańców.